# Varde (općina)
Varde je općina u danskoj regiji Južna Danska.

## Zemljopis
Općina se nalazi u zapadnom dijelu poluotoka Jutlanda, prositire se na 	1255,79 km2.

## Stanovništvo
Prema podacima o broju stanovnika iz 2010. godine općina je imala 50.378 stanovnika, dok je prosječna gustoća naseljenosti 40,12 stan/km2. Središte općine je grad Varde.

### Naselja
| Veća naselja u općini |             |                    |
| Br.                   | Grad        | Stanovnika (2010.) |
| 1                     | Varde       | 13.090             |
| 2                     | Ølgod       | 4.021              |
| 3                     | Oksbøl      | 2.892              |
| 4                     | Tistrup     | 1.413              |
| 5                     | Ansager     | 1.366              |
| 6                     | Nørre Nebel | 1.347              |
| 7                     | Agerbæk     | 1.322              |
| 8                     | Alslev      | 1.166              |
| 9                     | Outrup      | 1.032              |
| 10                    | Janderup    | 836                |

## Vanjske poveznice
- Službena stranica općine